# Brovary
Brovary (tiếng Ukraina: Бровари) là một thành phố của Ukraina. Thành phố này thuộc tỉnh Kiev. Thành phố này có diện tích ? km2, dân số theo điều tra dân số năm 2001 là 86839 người. Vào thế kỷ 19, thành phố Brovary là một phần của vùng đất Brovary của quận Ostersky thuộc tỉnh Chernigov